# سورانجل ويبس جونيور
سورانجل ويبس جونيور هو رئيس بالاو الحالي منذ 21 يناير 2021. شغل المنصب خلفا لتومي رمنجساو.